# Видекинд III (граф Вальдека)

Графство Вальдек (снизу светло-зелёным)

Виттекинд III (нем. Wittekind III. von Waldeck und Schwalenberg; ум. 1189/1190) — граф Швалленберга с 1178 года, первый граф Вальдека (с 1180 года).
Родился не ранее 1147 года. Сын Фолквина II, графа Швалленберга. Наследовал отцу в 1178 году. Участвовал в войне против Генриха Льва, и после его падения объявил себя независимым от саксонских герцогов.
В 1184 году Виттекинд III уступил часть родовых владений своему дяде Виттекинду II. Он враждовал с архиепископами Кёльна, и потому сделал своей резиденцией Вальдек, находившийся за пределами их юрисдикции. После этого стал называть себя графом Вальдека (1180 год).
В 1185 году Виттекинд III вместе с братьями основал монастырь Мариенфельд.
Для участия в Третьем крестовом походе был вынужден в 1189 году продать значительную часть своих владений: фогство в Падерборне и монастырь Абдингхоф.
Умер или погиб в 1189 или 1190 году в Святой земле.
Начиная с 1184 года графами Вальдека себя называли братья Виттекинда III — Генрих I (ум. до 1214) и Герман I (ум. 1223/1225). Они и стали его наследниками.